# Xiang Lang
En aquest nom xinès, el cognom és Xiang.
Xiang Lang (mort el 247 EC), nom estilitzat Juda (巨達), va ser un vassall de Liu Bei de Shu Han i l'oncle de Xiang Chong. En un principi va donar suport a Liu Biao, però s'uní a Liu Bei després de la mort d'aquell. Durant la batalla de Chengdu, quan Zhuge Liang va partir a reforçar a Liu Bei, Xiang Lang es quedà en posicions endarrerides amb Guan Yu per protegir Jing. Històricament fou aprenent de Sima Hui, i amic de Xu Shu i Pang Tong.

## Biografia
Xiang era un nadiu de Yicheng a Xiangyang, on va passar els seus anys de joventut. Més tard seria fet Cacic de Linju per Liu Biao. Quan Liu Biao va faltar, ell va anar a servir a Liu Bei. Després que Liu Bei conquerí les terres al sud del Iang-Tsé, ell designà a Xiang d'estar a càrrec dels assumptes militars i civils dels quatre comtats de Zigui, Yidao, Mushan, i Yiling. Una vegada que les terres de Shu van ser capturades, Xiang Lang va esdevenir Gran Administrador del Ba Oest (Baxi), abans de ser traslladat a Zangke i d'allí a Fangling. Ell va esdevenir el Coronel de la Infanteria quan Liu Shan va ascendir al tron, i va substituir a Wang Lian com el Secretari Cap designat per l'Oficina del Primer Ministre. Durant l'expedició del sud del primer ministre Zhuge Liang, Xiang es va quedar enrere per ocupar-se dels assumptes de la rereguarda, i al 5è any del Jianxing (227 EC), ell va seguir Zhuge Liang a Hanzhong.